# Trek Livestrong U23/Saison 2011
Dieser Artikel listet Erfolge und Mannschaft des Radsportteams Trek Livestrong U23 in der Saison 2011 auf.

## Erfolge in der UCI America Tour
| Datum    | Rennen                                            | Kat. | Fahrer       |
| -------- | ------------------------------------------------- | ---- | ------------ |
| 23. Juni | US-amerikanische Meisterschaft – Zeitfahren (U23) | CN   | Nathan Brown |

## Erfolge in der UCI Oceania Tour
| Datum     | Rennen                                              | Kat. | Fahrer       |
| --------- | --------------------------------------------------- | ---- | ------------ |
| 9. Januar | Neuseeländische Meisterschaft – Straßenrennen (U23) | CN   | Michael Vink |

## Zugänge – Abgänge
| Zugänge           | Team 2010              | Abgänge         | Team 2011                            |
| ----------------- | ---------------------- | --------------- | ------------------------------------ |
| Ian Boswell       | Bissell                | Taylor Phinney  | BMC Racing Team                      |
| Joseph Lewis      | Drapac Porsche Cycling | Timothy Roe     | BMC Racing Team                      |
| Carter Jones      | Jelly Belly-Kenda      | Alex Dowsett    | Sky ProCycling                       |
| Michael Vink      | Subway-Avanti          | Ben King        | Team RadioShack                      |
| Charlie Avis      | Trek Livestrong U23    | Jesse Sergent   | Team RadioShack                      |
| Joshua Atkins     | Neoprofi               | Benjamin King   | Team Type 1-Sanofi                   |
| George Bennett    | Neoprofi               | Chase Pinkham   | Bissell Cycling                      |
| Lawson Craddock   | Neoprofi               | Julian Kyer     | Kelly Benefit Strategies-OptumHealth |
| Joseph Dombrowski | Neoprofi               | Iggy Silva      | Wonderful Pistachios Cycling         |
| Ryan Eastman      | Neoprofi               | Cody Campbell   | Unbekannt                            |
| Robin Eckmann     | Neoprofi               | Justin Williams | Unbekannt                            |
| Dale Parker       | Neoprofi               |                 |                                      |

## Mannschaft
| Name              | Geburtstag        | Nationalität       |
| ----------------- | ----------------- | ------------------ |
| Joshua Atkins     | 28. Juni 1992     | Neuseeland         |
| Charlie Avis      | 12. Februar 1991  | Vereinigte Staaten |
| George Bennett    | 7. April 1990     | Neuseeland         |
| Ian Boswell       | 7. Februar 1991   | Vereinigte Staaten |
| Nathan Brown      | 7. Juli 1991      | Vereinigte Staaten |
| Lawson Craddock   | 20. Februar 1992  | Vereinigte Staaten |
| Joseph Dombrowski | 12. Mai 1991      | Vereinigte Staaten |
| Ryan Eastman      | 28. Juli 1992     | Vereinigte Staaten |
| Robin Eckmann     | 6. Mai 1992       | Deutschland        |
| Carter Jones      | 27. Februar 1989  | Vereinigte Staaten |
| Joseph Lewis      | 13. Januar 1989   | Australien         |
| Gavin Mannion     | 24. August 1991   | Vereinigte Staaten |
| Dale Parker       | 12. Mai 1992      | Australien         |
| Michael Vink      | 22. November 1991 | Neuseeland         |

## Platzierungen in UCI-Ranglisten
UCI America Tour 2011
|      | Fahrer          | Punkte |
| ---- | --------------- | ------ |
| 114. | Carter Jones    | 22     |
| 139. | Nathan Brown    | 18     |
| 276. | Lawson Craddock | 8      |

UCI Europe Tour 2011
|      | Fahrer            | Punkte |
| ---- | ----------------- | ------ |
| 236. | Joseph Dombrowski | 66     |
| 427. | George Bennett    | 37     |
| 530. | Lawson Craddock   | 27     |
| 878. | Gavin Mannion     | 8      |

UCI Oceania Tour 2011
|     | Fahrer         | Punkte |
| --- | -------------- | ------ |
| 3.  | George Bennett | 53     |
| 20. | Michael Vink   | 12     |